# Алмадина
Алмадина (порт. Almadina)  —  муниципалитет в Бразилии, входит в штат Баия. Составная часть мезорегиона Юг штата Баия. Входит в экономико-статистический микрорегион Ильеус-Итабуна. Население составляет 6604 человека. Занимает площадь 246,894 км². Плотность населения — 25,5 чел./км².
Праздник города — 15 марта.

## История
Город основан 1 сентября 1934 года.

## Статистика
- Валовой внутренний продукт на 2003 год составляет 26 398 980,00 реалов (данные: Бразильский институт географии и статистики).
- Валовой внутренний продукт на душу населения на 2003 год составляет 3762,15 реалов (данные: Бразильский институт географии и статистики).
- Индекс развития человеческого потенциала на 2000 год составляет 0,623 (данные: Программа развития ООН).